# Marina Yannakoudakis
Marina Yannakoudakis, née le 16 avril 1956 à Paddington en Londres, est une femme politique britannique, membre du Parti conservateur.
Elle est députée européenne de la circonscription de Londres de 2009 à 2014.